# Georges Villiers
Georges Villiers (Charbonnières-les-Bains, 15 juni 1899 - Parijs, 13 april 1982) was een Frans bestuurder en politicus.

## Levensloop
Hij was directeur van de Société Constructions métalliques et Entreprises.
Tijdens de Tweede Wereldoorlog werd hij door François Darlan aangesteld als opvolger van Édouard Herriot als burgemeester van Lyon. Na de Duitse bezetting op 10 november 1942 werd hij uit zijn functie ontzet. Hij werd opgevolgd door Pierre Bertrand. Na zijn afzetting werd hij lid van een weerstandsbeweging. Hij werd gearresteerd door de Gestapo en gedeporteerd naar Dachau.
Na de Tweede Wereldoorlog werd hij voorzitter van het Conseil national du patronat français (CNPF) van 1946 tot 1966. Tevens was hij voorzitter van de Europese werkgeversorganisatie UNICE van 1961 tot 1962. Hij volgde in deze hoedanigheid de Belg Leon Bekaert op, zelf werd hij opgevolgd door de Nederlander Hans de Koster.
- Bibliothèque nationale de France: cb12645216f (data)
- International Standard Name Identifier: 0000 0000 7730 8565
- Library of Congress Control Number: n79020538
- Système universitaire de documentation: 161582885
- Virtual International Authority File: 33268673
- WorldCat: E39PBJyRrQRdRFjbPhmJhqT4MP